# Il gatto milionario
Il gatto milionario (Rhubarb) è un film del 1951 diretto da Arthur Lubin.
È una commedia statunitense con Ray Milland, Jan Sterling e Gene Lockhart. È basato sul romanzo del 1946  Rhubarb di H. Allen Smith.

## Trama
Un eccentrico uomo d'affari, proprietario della squadra di baseball del Brooklyn, lascia in eredità tutto il suo patrimonio a Rabarbaro, un gatto randagio da lui adottato, la cui tutela spetta al giovane amico Eric Yeager. I giocatori della squadra, che vorrebbero sottrarsi al ridicolo di avere un animaletto domestico come proprietario della società, vengono convinti da Eric che il gatto è in realtà un prezioso portafortuna, e incoraggiati da questo iniziano a vincere una partita dopo l'altra. Negli ambienti delle scommesse Rabarbaro non è però da tutti ben visto e qualcuno medita di farlo sparire per rovesciare il prevedibile risultato del prossimo incontro tra il Brooklyn e il Manhattan.

## Produzione
Il film, diretto da Arthur Lubin su una sceneggiatura di Dorothy Davenport, Francis M. Cockrell e, per alcuni dialoghi addizionali, di David Stern su un soggetto di H. Allen Smith (autore del romanzo), fu prodotto da William Perlberg e George Seaton per la Paramount Pictures e girato nei Paramount Studios a Hollywood e al Wrigley Field, Los Angeles, in California, da metà febbraio a fine marzo 1951.

## Distribuzione
Il film fu distribuito con il titolo Rhubarb negli Stati Uniti nel settembre 1951 (première a New York il 29 agosto) al cinema dalla Paramount Pictures.
Altre distribuzioni:
- in Francia l'8 febbraio 1952 (Rhubarb, le chat millionnaire)
- in Finlandia il 21 marzo 1952 (Katinkultaa)
- in Danimarca il 10 ottobre 1952 (Det var kattens)
- nelle Filippine il 28 ottobre 1952
- in Portogallo il 25 marzo 1953 (O Gato Milionário)
- in Svezia il 5 ottobre 1953 (Aj, som katten)
- in Brasile (Um Gato em Minha Vida)
- in Grecia (Rhuby, o gatos tou Brooklyn)
- in Italia (Il gatto milionario)

## Critica
Secondo il Morandini il film è una "divertente, paradossale commedia, in bilico tra la farsa e l'umorismo". Secondo Leonard Maltin il film è una "commedia spiritosa".

## Promozione
Le tagline sono:
- It's the Funniest Picture in Nine Lifetimes!
- Home Run in the Fun League!
- Rhubarb Can't Say a Word - But... He'll Make You Howl!
- The Story of the Millionaire Tomcat... who inherits a big-league ball team!